# Neoaliturus pentzia
Neoaliturus pentzia är en insektsart som beskrevs av Timothy M. Cogan 1916. Neoaliturus pentzia ingår i släktet Neoaliturus och familjen dvärgstritar. Inga underarter finns listade i Catalogue of Life.